# 望月通陽
望月 通陽（もちづき みちあき、1953年 - ）は、日本の美術家、染色家、造形作家、ブックデザイナー。

## 来歴
静岡市出身。県立静岡工業高校工藝科卒。染色、陶芸、ガラス絵、紙版画、リトグラフ、木彫、ブロンズなど多様な手法を用いて独自の作品世界を築いている。「宮本輝全集（全14巻）」など装幀も多く手がけ、1995年講談社出版文化賞ブックデザイン賞受賞。画文集「道に降りた散歩家」で2001年ボローニャ国際児童図書賞次席受賞。作品集に『円周の羊』などがある。

## 作品・個展・インタビューなど

### 個展
ギャラリーやまほん（三重）、花森家具（静岡）、ギャラリーたむら（広島）、ギャラリー椿（東京）、ギャラリー無境（東京）、松明堂ギャラリー（東京/小平市）ギャラリーコクトー（京都）、正観堂（京都）などで多数開催。
- 「望月通陽展 彫刻を中心に」（ギャラリー椿、1999年1月11日-20日）
- 「望月通陽展」（ギャラリー椿、2000年1月17日-29日）
- 「望月通陽展 銅版画とブロンズ」（ギャラリー椿、2002年1月15日-26日）
- 「望月通陽展 イタリア チェルタルドにて」（ギャラリー椿、2003年 2月17日-3月1日）
- 「望月通陽展」（ギャラリー椿、2003年 5月15日-31日）
- 「望月通陽展」（ギャラリー椿、2003年 6月18日-30日）
- 「望月通陽展」（ギャラリー椿、2005年1月17日-2月5日）
- 「WITH 望月通陽 展 Vol.1 藍染め「鶴亀萬歳」」（松明堂ギャラリー、2008年1月5日-1月23日）
- 「WITH 望月通陽 展 Vol.2 陶彫・唐津にて」（松明堂ギャラリー、2008年2月1日-2月20日）
- 「WITH 望月通陽 展 Vol.3 舞台の衣」（松明堂ギャラリー、2008年3月1日-3月20日）
- 「WITH 望月通陽 展 Vol.4 鉄 いのちのかたちたち」（松明堂ギャラリー、2008年4月1日-4月20日）
- 「WITH 望月通陽 展 Vol.5 銀のふりどり 金のささやき」（松明堂ギャラリー、2008年5月1日-5月20日）
- 「WITH 望月通陽 展 Vol.6 唐津にて2」（松明堂ギャラリー、2008年6月1日-6月20日）
- 「WITH 望月通陽 展 Vol.7 型紙を彫る・染める」（松明堂ギャラリー、2008年7月1日-20日）
- 「WITH 望月通陽 展 Vol.8 ブロンズ 内包する力」（松明堂ギャラリー、2008年8月1日-8月20日）
- 「WITH 望月通陽 展 Vol.9 七色のタイル」（松明堂ギャラリー、2008年9月1日-9月20日）
- 「WITH 望月通陽 展 Vol.10 白の白 初めての鋳造ガラス」（松明堂ギャラリー、2008年10月1日-10月20日）
- 「WITH 望月通陽 展 Vol.11 日々のまなざし」（松明堂ギャラリー、2008年11月1日-11月20日）
- 「WITH 望月通陽 展 Vol.12 うるし絵 沈金」（松明堂ギャラリー、2008年12月1日-12月20日）

### 出品
- 「本の宇宙 詩想をはこぶ容器展」栃木県立美術館
- 「日本のブックデザイン展1946-1995」ギンザ・グラフィクギャラリー

### 作品集
- 『サリーガーデン・イギリス愛の歌』（偕成社、1994年）ISBN 978-4039672001
- 『円周の羊 望月通陽作品集』（新潮社、1996年）ISBN 978-4104150014
- 『クリスマスの歌』（偕成社、1999年）ISBN 978-4039671004
- 『道に降りた散歩家』（偕成社、2000年）ISBN 978-4039644909
- 『方舟に積むものは（筑摩書房、2003年）ISBN 978-4480816313
- 出埃及記、オイディプス、Frau Tudeなど
- 私設書局 THE CALYPSO PRESSより
  - CALYPSO、十二の寓話集、Esopus、BWW82 ICH HABE GENUG、
  - Die drei grunen zwige、
  - BWW202 Weichet nur,betrubte Schatten、
  - Deutsche kingdrreime、裸眼のヨブ

### 装幀
- Sphinx スフィンクス（アンヌ・ガレタ、新潮社）
- 宮本輝全集（新潮社）
- 屋上で遊ぶ子供たち（辻仁成、集英社）
- 渋谷天外伝（大槻茂、主婦の友社）
- 人生の果樹園にて（大岡信、小学館）
- ミラクル（辻仁成、講談社）
- 言露の天地（中上健次・鎌田東二、主婦の友社）
- ラブ・ピーシィズ（柴門ふみ、角川書店）
- 中国の不思議な物語（峰尾邦夫、同文書院）
- 密やかな結晶（小川洋子、講談社）
- 仮の約束（多田尋子、講談社）
- こいびとになってくださいますか（大西泰世、立風書房）
- 生き物たちの部屋（宮本輝、新潮社）
- 早く家へ帰りたい（高階杞一、偕成社）
- 歌手、その青春の位相「花綵列島」（高城隆、木犀社）
- そこに文字が（金田理恵、筑摩書房）
- 虫くい（山室一広、集英社）
- ことばが映す人生（大岡信、小学館）
- 悪の花（杉本秀太郎訳、弥生書房）
- くりやのくりごと（林望、小学館）
- ワイルド・フラワー（辻仁成、集英社）
- 左近の桜（長野まゆみ、角川書店）

### 本の装画
- 「フルハウス」「家族シネマ」（柳美里）
- 「ひとたびはポプラに臥す」（宮本輝]）
- 「愛への便り」（連城三城）
- 光文社古典新訳文庫表紙イラスト
- 雑誌『風の旅人』31号-37号表紙　（ユーラシア旅行社）

### CD装画
- リュート/つのだたかし、タブラトゥーラ、悲しみよとどまれ
- オフィーリアの歌、サリーガーデン、古歌
- オルフェオの悲しみ（ダウランド アンド カンパニィ）
- OLD ENGLISH CAROLS、サンタマリア、天使の歌、ノエル
- 聖母マリアの子守歌
- クリスマスバスト（女子パウロ修道会・テクラサウンド）
- ピアノソロVol.1、Vol.2/谷川賢作（トゥルバドールカフェ）

### CM関連
- 無印良品ポスター（D：田中一光）
- 和菓子菜の花（カレンダー、文字、のれん、包装紙、菓子他）
- 松明堂書店（ブックカバー、カレンダーなど）
- 静岡呉服名店街エンブレム、静岡信用金庫預金通帳
- 日本IBM会社案内（D：三木健）
- 静岡　三保原屋LOFT（包装紙、ショッパー他）

### 舞台美術
- 1996年 オルフェの嘆き（衣装デザイン、小道具・装飾布制作）銕仙会能楽研究所

### 装置
- 美術館 as it is（千葉）、広島ルーテル教会（広島）
- 松明堂音楽ホール（埼玉・新所沢）
- 和菓子菜の花（神奈川・箱根湯本）
- 静岡グラウンドホテル中島屋四川飯店（静岡・静岡市）
- 中島屋八幡別館ガーデンズ（静岡・静岡市）

### 雑誌・記事
- つむぎ染の絵本（季刊「銀花」第62号春）
- 布に浮遊する形（別冊「太陽」'89Aug.）
- 型染画集「ニーベルンゲンの歌」（版画芸術第66号）
- 牧師の午後への嬉遊曲（季刊「銀花」第84号冬）
- 作家の美歴書（にっけいアート11月号）
- 望月通陽「Ｍの辞典」（季刊「銀花」第97号春）
- 寡黙の調べ-望月通陽の姿勢（イラストレーションNo.94 7月号）
- 新潮社創立100年 記念マーク、「新潮」表紙 ほか
- 染/版の仕事（「版画の芸術」101号）
- INSPIRE The Happiness-HEAVEN Artist Interview（Bien-美庵 Vol.8） http://web-bien.art.coocan.jp/bien-backnumber.html
- 雑誌『風の旅人』38号-  文章掲載